# Регулярна армія США
Регуля́рна а́рмія США (англ. Regular Army (United States)) — основна складова сухопутних військ США, найбільший за чисельністю компонент армії США. Веде свою історія з моменту заснування Континентальної армії США, як найбільш боєготова професійна складова сухопутних військ країни.
Разом з Національною Гвардією армії США та Резервом армії США входить до складу Армії США.

## Історія
Заснована резолюцією Континентального Конгресу 14 червня 1775, як організована військова сила Тринадцяти колоній в боротьбі за незалежність Сполучених Штатів. Згодом Конгрес, у зв'язку із закінченням війни і необхідністю створення власних Збройних сил замість розформованої Континентальної армії, своїм рішенням від 14 червня 1784 року заснував регулярну Армію США.